# Guarataro (Venezuela)
Pour les articles homonymes, voir Guarataro.
Guarataro est la capitale de la paroisse civile de Guarataro de la municipalité de Sucre de l'État de Bolívar au Venezuela.